# Ameles africana
Ameles africana är en bönsyrseart som beskrevs av Bolivar 1914. Ameles africana ingår i släktet Ameles och familjen Mantidae. Inga underarter finns listade i Catalogue of Life.